# Royaume de Singasari
1222–1292
Entités précédentes :
- Royaume de Kediri

Entités suivantes :
- Majapahit

Le royaume de Singasari (graphie préférée par les historiens, mais la prononciation est plus proche de singosari) était un royaume situé dans l'est de l'île de Java entre 1222 et 1292.
Ce royaume a succédé au royaume de Kediri comme royaume dominant dans l'est de l'île de Java.

## Historique
Le royaume de Singasari avait sa capitale à 2 km au nord de la ville actuelle de Singosari. Son histoire a pu être reconstituée grâce notamment à des inscriptions en vieux-javanais, à deux poèmes épiques, le Nagarakertagama (écrit en vieux-javanais en 1365 par le poète de cour Prapanca sous le règne du roi Hayam Wuruk de Majapahit) et le Pararaton ou "Livre des Rois" (écrit en moyen-javanais, donc sans doute au XVIe siècle), et à des annales chinoises, le Yuan Shi.

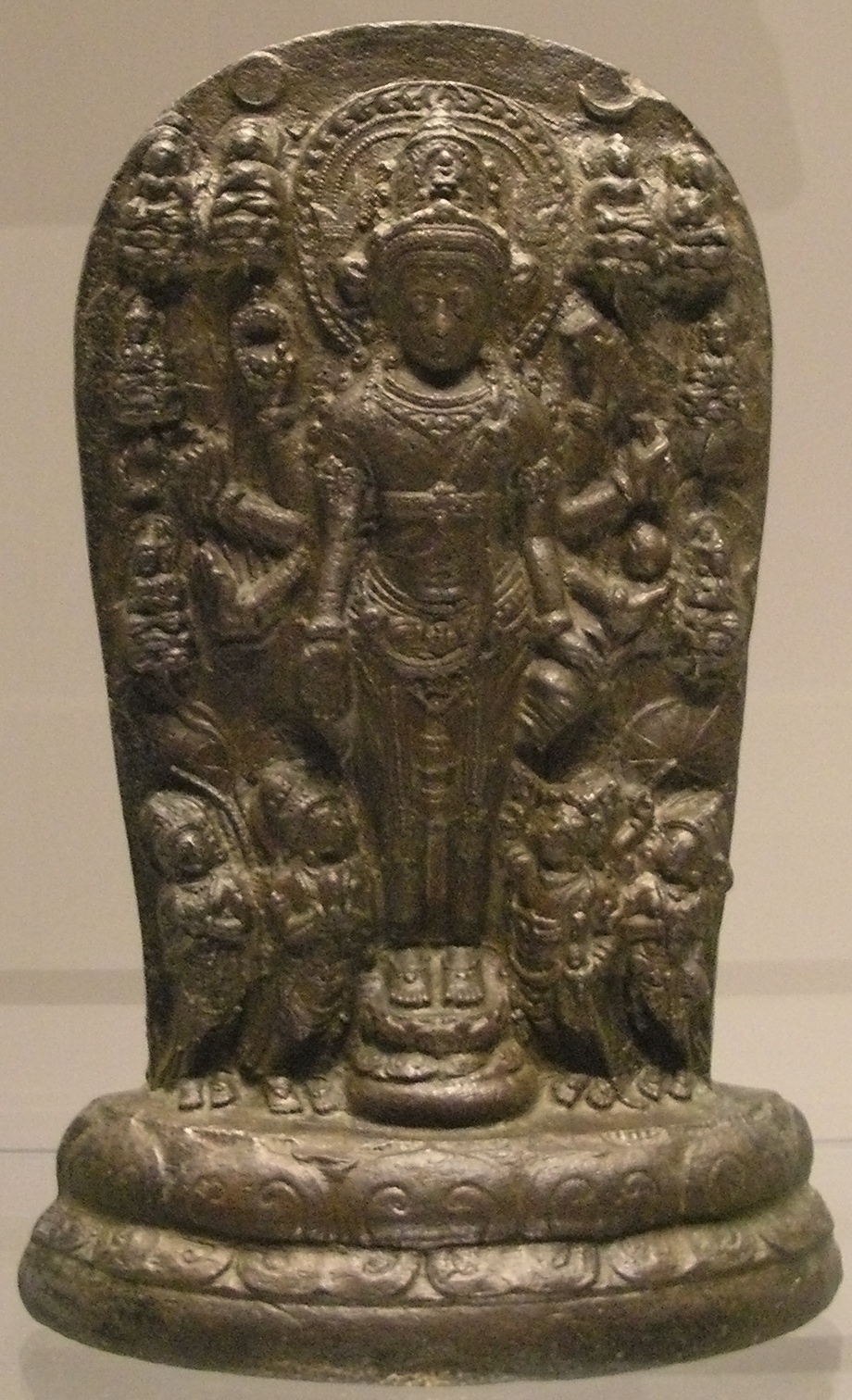
Statue du bodhisattva Amoghapasa Lokesvara de la période Singasari, Museum für Indische Kunst, Berlin

Le Pararaton décrit la généalogie des rois de Singasari et Majapahit. D'après lui, Singasari est fondé en 1222 par un certain Ken Arok, personnage d'origine obscure qui renverse le roi Kertajaya de Kediri. Il prend alors le nom de règne de Rajasa.
Le roi le plus important de Singasari est le 5e et dernier, Kertanegara, qui a régné de 1254 à 1292. Le Nagarakertagama énumère les "contrées tributaires" de Majapahit qui ont été conquises par ce roi. Outre Bali, Madura et Sunda, la liste va de Pahang sur la péninsule Malaise à "Gurun" dans les Moluques, en passant par Malayu (Jambi) à Sumatra et "Bakulapura" à Bornéo.
En réalité, le territoire de Singasari consistait en la vallée amont du fleuve Brantas, autour de la ville actuelle de Malang et au pied du volcan Arjuno. La liste ci-dessus a été rédigée plus de 70 ans après la fin de Singasari. En outre, elle désigne des régions qui n'étaient pas "tributaires" de Majapahit mais faisaient partie d'un réseau commercial dont Majapahit était le centre.
Les rois de Singasari développent l'agriculture mais ne perdent pas de vue le commerce extérieur. Le Zhufan zhi, un rapport rédigé au milieu du XIIIe siècle par un inspecteur des douanes du sud de la Chine, insiste sur la richesse de Java, les nombreux produits de son agriculture, la qualité de ses soieries, l'abondance de ses épices. Les marchands chinois y faisaient de tels bénéfices qu'ils sortaient en contrebande de la monnaie de cuivre chinoise pour se procurer du poivre. Ce rapport mentionne aussi des noms de lieux dont certains semblent être dans les Moluques, car les Javanais proposaient aux marchands étrangers de la muscade.
Le Nagarakertagama cite une expédition contre le royaume de Malayu en 1275. On a effectivement retrouvé dans le centre de Sumatra une statue portant une inscription datée de 1286 qui précise que cette statue est un présent de Kertanegara au "peuple de Malayu et son roi". Il faut toutefois prendre avec précaution la liste des conquêtes, rédigée un siècle après l'époque où elles sont censées avoir été réalisées.
Cette expédition contre Sumatra désorganise l'équilibre qui s'était établi au cours des siècles précédents avec l'hégémonie de la cité-État de Sriwijaya, qui avait de bonnes relations avec la Chine. La puissance montante de Java, plus proche des Moluques, risquait d'en faire la plaque tournante du commerce des épices. En outre, la Chine voyait d'un mauvais œil la sortie illégale de monnaie de cuivre indispensable au fonctionnement de sa propre économie, d'autant plus que Java avait une réputation de thésaurisateur. La Chine de Kubilai Khan avait toutes les raisons de vouloir mener une expédition contre Java.
La tradition javanaise raconte différemment les choses. Selon elle, Kubilai envoie des émissaires à Singasari pour lui réclamer un tribut. Kertanagara refuse, fait couper le nez de l'émissaire chinois et le renvoie à son maître. Ce qui est certain, c'est que Kubilai envoie en 1292 une expédition punitive contre Singasari. La flotte, composée de 1 000 navires et 20 000 hommes, joue de malchance. Elle essuie un typhon dès son départ, se voit refuser le ravitaillement prévu au Champa (centre de l'actuel Vietnam) et atteint la côte nord de Java démoralisée, de nombreux soldats souffrant de faim et de dysenterie.
Cette même année Jayakatwang, prince de Kediri et vassal de Singasari, se révolte. La rébellion entraîne la mort de Kertanegara. Un prince de Singasari, Raden Wijaya, saisit l'occasion de ce débarquement pour s'allier aux Sino-Mongols et réprimer la rébellion. Puis Wijaya les force à rembarquer. Au passage, les Sino-Mongols ont pu piller Kediri et rapporter un butin important, dont une grande quantité de monnaie de cuivre chinoise. Wijaya fonde un nouveau royaume, Majapahit, et prend le nom de règne de Kertarajasa Jayawardhana.
À l'époque du roi Hayam Wuruk de Majapahit (règne 1350-89), Singasari n'est plus qu'un nagara (province) dont l'administration est confiée à Kertawardhana, père du roi.
Voir la suite : Majapahit

## Les rois de Singasari
Le Nagarakertagama donne la liste des rois de Singasari suivants :
- Rangga Rajasa Sang Girinathaputra (1222-1227) ;
- Anusapati (1227-1248) ;
- Wisnuwardhana (1248-1268) ;
- Kertanagara (1254-1292).